# Danielle Perpoli
Danielle Perpoli (Melbourne, 7 marzo 1968) è un'ex velocista italiana, bronzo agli europei indoor del 2002 con la staffetta 4x400 ed ex primatista nazionale della staffetta 4×400 metri.
Cinque volte campionessa italiana.

## Biografia
Nata in Australia, ha cominciato a garaggiare in questa nazione prima di trasferirsi definitivamente in Toscana ed optare per la cittadinanza italiana.

## Record nazionali
- Staffetta 4x400 m: 3'26"69 ( Parigi, 20 giugno 1999) - con Virna De Angeli, Patrizia Spuri e Francesca Carbone

## Palmarès
| Anno | Manifestazione            | Sede   | Evento                | Risultato | Prestazione | Note |
| ---- | ------------------------- | ------ | --------------------- | --------- | ----------- | ---- |
| 2002 | Campionati europei indoor | Vienna | Staffetta 4x400 metri | Bronzo    | 3'36"49     |      |

## Campionati nazionali
- (1999 e 2000 nei 200 m e 1995 e 2002 nei 400 m all'aperto)
- (2002 nei 400 m indoor)